# Carolien van Kilsdonk
Carolien van Kilsdonk (* 26. Juli 1963 in Amsterdam) ist eine niederländische Snowboarderin. In der Saison 1995/96 gewann sie den Halfpipe-Disziplinenweltcup. Bei der Snowboard-Weltmeisterschaft 1996 wurde sie Weltmeisterin in der Halfpipe.

## Karriere
Van Kilsdonk begann ihre sportliche Laufbahn zunächst als Skifahrerin, bevor sie 1989 zum Snowboarden wechselte. In einer Zeit, in der Snowboarden auf vielen Pisten noch nicht willkommen waren, trainiert sie unter einfachen Bedingungen, oft ohne Sponsoren oder professionelle Unterstützung. Sie verbrachte viel Zeit in Saas-Fee, einem der wenigen Orte, die Snowboarder zu dieser Zeit offen aufnahmen.
In der Saison 1995/96 dominierte van Kilsdonk die Halfpipe-Wettbewerbe des FIS Snowboard-Weltcups. Sie gewann sechs Weltcup-Rennen und sicherte sich damit den Disziplinenweltcub in der Halfpipe.
Bei den Snowboard-Weltmeisterschaften 1996 in Linz, Österreich, krönte sie ihre erfolgreiche Saison mit dem Gewinn der Goldmedaille in der Halfpipe.